# Saint-Sylvestre-Pragoulin
Saint-Sylvestre-Pragoulin är en kommun i departementet Puy-de-Dôme i regionen Auvergne-Rhône-Alpes i centrala Frankrike. Kommunen ligger i kantonen Randan som tillhör arrondissementet Riom. År 2022 hade Saint-Sylvestre-Pragoulin 1 065 invånare.

## Befolkningsutveckling
Antalet invånare i kommunen Saint-Sylvestre-Pragoulin
| Referens: INSEE |